# San Marino nos Jogos Olímpicos de Verão de 2000
San Marino participou dos Jogos Olímpicos de Verão de 2000 em Sydney, Austrália.